# Теодосије I Цариградски
Теодосије I Цариградски (грч. Θεοδόσιος Βορραδιώτης; умро после 1183) био је васељенски патријарх Цариграда од 1179. до 1183. године.